# Wurtemberg-Bade
Ne doit pas être confondu avec Bade-Wurtemberg.
1945–1952
Entités précédentes :
- État libre populaire de Wurtemberg
- République de Bade

Entités suivantes :
- Bade-Wurtemberg

Le Wurtemberg-Bade (en allemand : Württemberg-Baden) était un Land allemand créé en 1945 par les forces d’occupation américaines et qui comprenait le Nord de l’ancienne république de Bade et celui de l’ancien État libre populaire de Wurtemberg, le Sud ayant été placé sous occupation française. Sa capitale était Stuttgart.
Le Wurtemberg-Bade est l’un des onze Länder fondateurs de la République fédérale d’Allemagne, le 23 mai 1949. En 1952, il a été fusionné avec les Länder de Wurtemberg-Hohenzollern et de Bade pour créer le Bade-Wurtemberg.

## Territoire
Le territoire du Wurtemberg-Bade qui couvrait 15 700 km2 et comptait alors plus de 3,5 millions d’habitants, était formé par le Nord de l’ancienne république de Bade (constituant le district de Bade-du-Nord) et le Nord de l’ancien État libre populaire de Wurtemberg (formant le District de Wurtemberg-du-Nord) ; le Sud des deux anciens Länder, qui se trouve dans la zone française, forme les nouveaux Länder de Bade et de Wurtemberg-Hohenzollern. La limite méridionale du nouveau land fut choisie de telle façon que l’autoroute entre Munich et Karlsruhe, l’actuelle Bundesautobahn 8, se trouve entièrement en zone américaine ; le tracé exact de la frontière étant la limite sud des districts préexistants traversés par cet axe autoroutier.

## Histoire
Le Wurtemberg-Bade est créé le 19 septembre 1945 par la proclamation nº2 du Conseil de contrôle allié, en même temps que les deux autres Länder de la zone d’occupation américaine, la Bavière et la Grande-Hesse.
Le gouvernement militaire américain crée le 21 décembre 1945 un organe représentatif provisoire comprenant des membres des partis politiques et des conseils d’arrondissement (Landräte), des maires, et des délégués des corps professionnels, des établissements d’enseignement supérieur et des Églises.
Le 30 juin 1946, une Assemblée constituante provinciale (Verfassunggebende Landesversammlung) est élue, et elle adopte en octobre un projet de constitution. Le 24 novembre a lieu simultanément la ratification par référendum de la Constitution de Wurtemberg-Bade et l’élection du premier Landtag.
Le Land participe avec les dix autres Länder des zones occidentales à la création de la République fédérale d’Allemagne, dont il devient un État fédéré le 23 mai 1949.
À la suite d'une consultation tenue le 24 septembre 1950 et d'un référendum tenu le 16 décembre 1951, le Wurtemberg-Bade a fusionné avec les Länder de Bade et de Wurtemberg-Hohenzollern le 25 avril 1952 pour former le Bade-Wurtemberg, dans le cadre de l’article 118 de la Loi fondamentale.

## Système politique

### Institutions
Le seul ministre-président de Wurtemberg-Bade fut le libéral Reinhold Maier, de 1946 à 1952. Il sera également le premier ministre-président de Bade-Wurtemberg.

### Administration territoriale
Le Land était divisé en deux districts (Landesbezirke), le district de Wurtemberg-du-Nord et le district de Bade-du-Nord. Ils ont été conservés par le Bade-Wurtemberg, et correspondent approximativement au district de Stuttgart et au district de Karlsruhe créés en 1973.

### Symboles
Le drapeau du Wurtemberg-Bade, adopté en 1947, reprenait les couleurs noire-rouge-or du mouvement national allemand du XIXe siècle, avec la proportion 2:3 ; il était identique au drapeau de la Confédération germanique et à celui du Reich allemand sous la république de Weimar. Ces couleurs, avec la proportion 3:5, seront reprises pour le drapeau de la République fédérale d’Allemagne en 1949.
Son blason mêlait des éléments des armoiries historiques de la Bade (D’or à la bande de gueules) et du Wurtemberg (D’or à trois demi-ramures de cerf posées en fasce, l’une sur l'autre) ainsi que du drapeau du Wurtemberg.

## Ressources